# Crkva sv. Ivana Krstitelja u Novom Čiču
Crkva sv. Ivana Krstitelja je rimokaltolička crkva u mjestu Novo Čiče u gradu Velika Gorica, zaštićeno kulturno dobro.

## Opis dobra
Župna crkva sv. Ivana Krstitelja nalazi se uz glavnu cestu u središtu naselja Novo Čiče. Sagrađena je 1829. na mjestu starije građevine. To je jednobrodna longitudinalna građevina s plitkom apsidom te pravokutnim zvonikom ispred glavnog pročelja. Uz južni zid lađe nalazi se sakristija. Lađa je svođena češkim kapama, dok je svetište svođeno polukalotom. Zidovi su oslikani biljnim i geometrijskim motivima. Inventar (oltari, propovjedaonica, krstionica i dr.) većinom potječe iz vremena obnove crkve na početku 20. stoljeća. U neposrednoj blizini nalazi se župni dvor sagrađen 1830. Crkva je vrijedan je primjer sakralne kasnobarokne arhitekture turopoljskog kraja.

## Zaštita
Pod oznakom Z-3528 zavedeni su kao nepokretno kulturno dobro - pojedinačno, pravna statusa zaštićena kulturnog dobra, klasificirano kao "sakralna graditeljska baština".